# Козлов, Иван Александрович
Иван Александрович Козлов (02.09.1912, Симферополь — 2000) — советский учёный, ветеран Советской Армии. Доктор исторических наук (1967). Профессор Военно-морского училища подводного плавания (1970). Главные направления научной деятельности: история отечественного военно-морского флота и военно-морского искусства, развитие тактики подводных лодок. Участник Великой Отечественной войны. Заслуженный деятель науки РФ (1992). Почётный академик РАЕН (1993). Почётный член комиссии по военной истории народов Востока Общества востоковедов РАН (1993).
Автор научных трудов, в том числе «Боевые действия разнородных сил СФ на коммуникациях в ВОВ 1941—1945 гг.» (1962), «Северный флот» (1966), «Краснознаменный Северный флот» (в соавт. с В. С. Шломиным) и др.

## Биография
Окончил Высшее военно-морское училище им. М. В. Фрунзе в 1936 году, Военно-морскую академию в 1948 году.
На военной службе с 1931 года
- 1936—1938 — штурман подводной лодки.
- 1938—1945 — преподаватель, старший преподаватель Военно-морского училища им. М. В. Фрунзе.
- 1945—1948 — адъюнкт Военно-морской академии.
- С 1948 года — старший преподаватель, начальник кафедры Военно-морского училища им. М. В Фрунзе.
- 1961—1970 — заместитель начальника кафедры Военно-морского училища подводного плавания.

## Награды
Ордена Красной Звезды, Красного Знамени, медали «За боевые заслуги», «За победу над Германией в Великой Отечественной войне 1941—1945 гг.»